# Iljuschin Il-46
Die sowjetische Iljuschin Il-46 (russisch Ильюшин Ил-46) war ein zweistrahliger schwerer Bomber und entstand parallel zur Tu-16 aus dem Entwicklungsbüro Tupolew.

## Entwicklung
Als Vorlage diente die ebenfalls von Iljuschin entwickelte sehr erfolgreiche Il-28, jedoch hielt man den neuen Entwurf etwas größer. Die Flügelspannweite wurde um etwa 9 m, die Rumpflänge um etwa 10 m vergrößert.
Ausgelegt war die Il-46 wie sein Vorgängermodell als freitragender Schulterdecker mit negativ gepfeilter Tragflächenhinterkante, das Höhen- bzw. Seitenleitwerk besaß eine positive Pfeilung. Eine Druckkabine war ebenfalls vorhanden.
Entwicklungsbeginn war 1951, der Prototyp flog erstmals am 15. August 1952.
Die Erprobung verlief ohne Zwischenfälle, jedoch entschied man sich letztlich für die leistungsstärkere Tu-16.

## Technische Daten

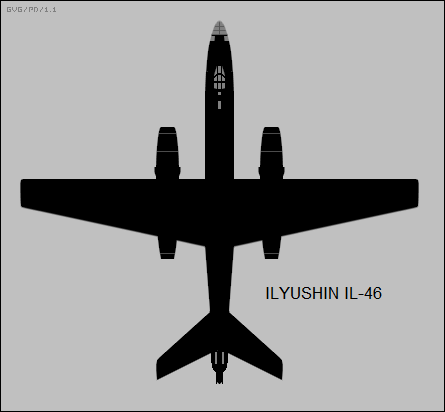
Darstellung einer Il-46

| Kenngröße             | Daten                                                                            |
| --------------------- | -------------------------------------------------------------------------------- |
| Besatzung             | 3                                                                                |
| Länge                 | 27,0 m                                                                           |
| Spannweite            | 30,0 m                                                                           |
| Flügelfläche          | 105,0 m²                                                                         |
| Flügelstreckung       | 8,6                                                                              |
| Leermasse             | 24.565 kg                                                                        |
| Startmasse            | maximal 42.000 kg                                                                |
| Antrieb               | zwei Strahlturbinen Ljulka AL-5                                                  |
| Leistung              | je 49,5 kN                                                                       |
| Höchstgeschwindigkeit | 928 km/h in 3.000 m Höhe                                                         |
| Steiggeschwindigkeit  | 715 m/min                                                                        |
| Gipfelhöhe            | 12.300 m                                                                         |
| Reichweite            | 4.950 km                                                                         |
| Bewaffnung            | zwei starre 20-mm-Kanonen im Rumpfbug zwei bewegliche 23-mm-Kanonen im Heckstand |
| Bombenlast            | 3.000–6.000 kg                                                                   |